# Enem 2020
O Enem 2020 teve como novidade foi a implementação do Enem Digital, onde os participantes podem realizar a prova através de um computador com o acesso a internet bloqueado. No entanto, este formato está em fase de testes e será realizado em quinze capitais brasileiras. As datas escolhidas inicialmente foram: 1° e 8 de novembro de 2020 para as provas impressas, 22 e 29 de novembro para as provas digitais.
Porém, mesmo que todas as escolas estejam fechadas devido a Pandemia de COVID-19 no Brasil, ocasionando na antecipação das férias e no cancelamento do calendário letivo e até mesmo com a implementação da educação a distância, o calendário inicial da prova foi mantido, deixando uma grande parte dos estudantes, entre eles de zonas rurais e favelas que não possuem acesso a internet de fora da rotina de preparação para a prova, o que gerou diversos debates e até manifestações apoiadas por digitais influencers e políticos pedindo o adiamento do ENEM. A edição levou ao adiamento da prova devido a situação de calamidade pública, sendo selecionado os dias 17 e 24 de janeiro (prova impressa) e 31 de janeiro e 7 de fevereiro (digital), com o resultado final sendo divulgado no dia 29 de março de 2021.
Os candidatos que apresentarem os sintomas da COVID-19 antes da aplicação da prova não deverão comparecer, tendo que solicitar a reaplicação da provas, agora marcadas para os dias 23 e 24 de fevereiro de 2021. Para fazer o processo, deve ser registrado o pedido na página do participante seguindo os passos necessários e para agilizar o processo, deve ligar para a central de atendimento do INEP. Entre as mudanças na edição, estão a redução da capacidade para 50% nas salas de aula, disponibilização de álcool em gel, recomendação de lavar as mãos com água e sabão nos banheiros e possibilitar ao máximo a ventilação. O uso de máscara também passa a ser obrigatório, podendo levar duas para realizar a troca, sendo também verificadas pelos fiscais para evitar irregularidades.
Em 13 de janeiro de 2021, a Justiça Federal determinou a suspensão do exame apenas para o estado do Amazonas devido a situação de calamidade pública por conta da Pandemia de COVID-19. Também na decisão, caso uma cidade tenha apresentado um elevado risco de contágio, está autorizada a solicitar a interrupção do exame e solicitar ao Inep uma nova data para as provas. Antes da decisão, a Prefeitura de Manaus teria anunciado que não liberaria suas escolas para a realização do exame, situação também adotada em Parintins. Uma grande mobilização de estudantes pelo novo adiamento do Enem começou a tomar força nas redes sociais faltando 7 dias para a realização do exame. No dia 12, a Justiça Federal em São Paulo negou o pedido da Defensoria Pública da União para o adiamento da prova e disse que a responsabilidade de adiar as provas é dos municípios.
Sob polêmica de candidatos barrados dos locais de prova devido a capacidade máxima ter sido atingida, o primeiro dia teve uma abstenção recorde de 51,5%, equivalente a 2.842.332 inscritos, sendo o maior número de faltosos desde 2009. A quantidade de presentes foi de 2.680.697 inscritos, equivalente a 48,5%. Já o segundo dia superou o recorde de faltas do primeiro e chegou a 3.052.633 faltosos, correspondente a 55,3% dos inscritos. Apenas 2.470.396 participantes fizeram a prova, correspondendo a 44,7% dos inscritos.
A divulgação do gabarito extraoficial no dia 27 de janeiro de 2021, ficou marcada por polêmicas após erros serem destacados pelos candidatos, além de acusações de racismo em uma questão da língua inglesa e também em uma questão de língua portuguesa, ambas na área de linguagens, códigos e suas tecnológicas. Por conta da polêmica, o gabarito foi modificado nas duas questões no dia 28 e mesmo assim, estudantes ainda contestaram mais erros em outras questões.
No primeiro dia do Enem Digital no dia 31 de janeiro de 2021, candidatos que fizeram a prova em uma faculdade privada em Taguatinga no Distrito Federal tiveram problemas com relação ao código de acesso, ficando impedidos de realizarem a prova, tendo que solicitar o reagendamento para os dias 23 e 24 de fevereiro. Outros problemas semelhantes aconteceram em Belo Horizonte e Palmas. Em Macapá, um problema estrutural em um campus do Instituto Federal do Amapá (IFAP) forçou o adiamento da prova para pelo menos 111 estudantes. De acordo com o INEP, apenas 34.590 inscritos fizeram a prova, equivalente a 32% de participação, enquanto que 61.410 não realizaram a prova, totalizando 68% de abstenção. Já o segundo dia teve apenas 26.709 presentes, equivalentes a 28,70% dos inscritos e uma abstenção de 66.730 participantes, equivalentes a 71,3% das inscrições. Uma questão de matemática e suas tecnologias foi anulada nessa primeira edição por já ter sido usada no Enem 2009 na versão para Pessoas Privadas de Liberdade (PPL), sendo a terceira edição seguida com erros sobre questões idênticas a exames anteriores.
As notas das duas versões do Enem, da reaplicação e do PPL ficaram disponíveis ás 18h do dia 29 de março de 2021, mas muitos estudantes alegaram problemas de acesso durante o momento da divulgação. De acordo com balanço do INEP, houve apenas 28 redações com a nota máxima, uma redução de 52% com relação a 2019. Também teve queda entre os candidatos que zeraram a redação, que nesta edição foi de 87 mil, uma queda de 60% comparado a edição anterior. A nota média foi de 588,74.

## impactos da Pandemia de COVID-19 no Enem 2020
Os impactos da Pandemia de COVID-19 no Enem 2020 referem-se a uma série de acontecimentos que levaram ao questionamento da realização do Exame Nacional do Ensino Médio no ano de 2020. Houve diversos protestos contra a realização da prova sob argumentos de desigualdade social, já que as aulas presenciais foram suspensas em todo o país durante o mês de março de 2020, forçando as escolas a adotarem o regime de ensino a distância. Em 20 de junho de 2020, uma enquete pública foi aberta na Página do Participante, com as opções de janeiro e maio de 2021 para a realização das provas, sendo o mês de maio a opção vencedora. No entanto, em 8 de julho de 2020, foi determinado que os dias 17 e 24 de janeiro de 2021 (versão impressa) e 31 de janeiro e 7 de fevereiro (versão digital) seriam as novas datas da realização do exame.

### Suspensão das aulas presenciais
Durante o mês de março, todas as instituições de ensino no país determinaram a suspensão temporária das atividades em um período inicial de 15 dias, após o aumento do número de casos confirmados da COVID-19. A interrupção das atividades continha o objetivo de conter o avanço das doenças nas escolas. Porém, o período foi estendido de 15 dias para 30 dias até ficar indefinido, forçando o uso do ensino remoto para dar continuidade ao calendário escolar.

### Protestos pelo adiamento da prova
Apesar da suspensão das atividades e da adoção do ensino remoto, grande parte dos estudantes ficou sem poder acompanhar as atividades devido às dificuldades de acesso à internet, sobretudo estudantes de favelas, regiões periféricas e zonas rurais, abrindo espaço para debates e manifestações virtuais organizadas por influenciadores digitais e políticos de oposição ao Governo Jair Bolsonaro. O ministro da educação à época, Abraham Weintraub, disse que não iria alterar as datas do Enem, marcadas inicialmente para os dias 1º e 8 de novembro (prova impressa) e 22 e 29 de novembro (digital). Em 19 de maio de 2020, o ministro teria anunciado a criação de uma enquete pública com as opções de manutenção ou suspensão do Enem 2020. No mesmo dia, o Senado Federal, em um placar de 75 votos a favor e apenas 1 contrário, aprovou um projeto de lei que determinava o adiamento de todos os processos seletivos para os meses de dezembro de 2020 e janeiro de 2021, incluindo o Enem 2020.

### Votação e definição de novas datas
Em 20 de maio de 2020, após a votação do projeto de lei, o Ministério da Educação (MEC) e o Instituto Nacional de Estudos e Pesquisas Educacionais Anísio Teixeira (INEP) optaram pela decisão de adiar as duas versões da prova entre 30 a 60 dias após a publicação das datas nos editais. Apesar disso, as inscrições seguiriam abertas até o dia 22 do mesmo mês e, em junho, seria feira uma consulta pública para a seleção das datas, adiamento ou suspensão das provas. Essa já é a segunda vez na história da prova desde a fraude do Enem de 2009 que uma edição do Enem é cancelada. Em 22 de maio de 2020, as inscrições foram prorrogadas até às 23h59 do dia 27 e a confirmação do pagamento até o dia 28 do mesmo mês.
Em 20 de junho de 2020, a votação para definição de novas datas do certame foi iniciada. Nela, os estudantes tiveram as seguintes opções::
- 6 e 13 de dezembro de 2020 (impresso); 10 e 17 de janeiro de 2021 (digital)
- 10 e 17 de janeiro de 2021 (impresso); 24 e 31 de janeiro de 2021 (digital)
- 2 e 9 de maio de 2021 (impresso); 16 e 23 de maio de 2021 (digital)

O prazo para o término das votações estava marcado para o dia 30 de junho de 2020.
Após o fim da enquete, no dia 30 de junho de 2020, a opção escolhida foi o mês de maio de 2021 por 49,7% dos estudantes. No entanto, a escolha da data não significou que a avaliação havia sido postergada para maio, já que haveria debates entre as instituições de ensino médio e superior com relação aos processos seletivos do ano vigente.
Mesmo que o mês de maio tenha sido a opção escolhida, em 8 de julho de 2020, o INEP optou por escolher os dias 17 e 24 de janeiro de 2021 para as provas impressas e 31 de janeiro e 7 de fevereiro de 2021 para as provas digitais. A reaplicação seria nos dias 24 e 25 de fevereiro, com o resultado final sendo divulgado no dia 29 de março de 2021. A justificativa foi que a soma dos votos para quem preferia as provas nos meses de dezembro de 2020 e janeiro de 2021 superou a quantidade de quem preferia em maio de 2021, além de se adequar ao cronograma dos processos seletivos das universidades federais e estaduais que usam as notas do Enem para classificar os alunos.

### Pedidos de adiamento e suspensão das provas no Amazonas
Em 13 de janeiro de 2021, a Justiça Federal determinou a suspensão do exame apenas para o estado do Amazonas devido a situação de calamidade pública por conta da pandemia de COVID-19. Ainda de acordo com a decisão, caso uma cidade tenha apresentado um elevado risco de contágio, está autorizada a solicitação para a interrupção do exame e a possibilidade de novas datas para a reaplicação. Antes da decisão, a Prefeitura de Manaus teria anunciado que não liberaria suas escolas para a realização do exame, situação também adotada em Parintins. Uma grande mobilização de estudantes pelo novo adiamento do Enem começou a tomar força nas redes sociais faltando 7 dias para a realização do exame. No dia 12, a Justiça Federal de São Paulo negou o pedido da Defensoria Pública da União para o adiamento da prova e disse que a responsabilidade de adiar as provas era dos municípios. Outros estados como Goiás, Rio de Janeiro, Acre e o Distrito Federal entraram com ações para o adiamento da prova, mas os pedidos foram similarmente negados.
Em 15 de janeiro de 2021, a cidade de Ji-Paraná, em Rondônia, anunciou a suspensão das provas do Enem. Porém, em 16 de janeiro, o prefeito da cidade, Isaú Fonseca (MDB) voltou atrás e manteve as datas.

### Superlotação de salas
Em 17 de janeiro de 2021, no primeiro dia de aplicação do Enem 2020, estudantes foram barrados de realizar a prova em virtude da superlotação das salas em diversos locais do Brasil. Segundo estudantes de Florianópolis e Porto Alegre, os aplicadores impediram a entrada devido à porcentagem de presentes ter sido atingida e disseram para ligar no Ministério da Educação (MEC) para um possível reagendamento em fevereiro.
Este fato contraria as medidas de biossegurança impostas pelo Instituto Nacional de Estudos e Pesquisas Educacionais Anísio Teixeira (Inep) relacionadas ao aumento da quantidade de locais de prova e de espaçamentos adequados. Consonantemente, em 16 de janeiro de 2021, o jornal O Estado de S. Paulo divulgou que a capacidade de discentes nas salas era de até 80%. Nesse sentido, a Defensoria Pública da União afirmou que o Inep mentiu quanto à informação, pois havia informado que as salas teriam ocupação de, no máximo, 50% do total.

### Abstenção recorde
Após apuração, o INEP divulgou minutos após o encerramento das provas do primeiro dia, um número de 2.680.697 participantes presentes no dia 17, o equivalente a 48,5% do número de candidatos inscritos, enquanto que a abstenção chegou a 2.842.332 participantes, equivalentes a 51,5% das inscrições, superando o recorde que pertencia ao Enem 2009 após o cancelamento, atingido 37,7% dos faltosos na nova data da prova.O ministro da educação, Milton Ribeiro, chegou a alegar que a prova foi um sucesso, apesar do número alto de ausências, porém acusou a mídia de "torcer contra", além de culpar a Covid-19 pelo "medo de contaminação". O ministro também não se manifestou sobre o caso de estudantes barrados em alguns locais de prova.
Já no segundo dia de prova, a abstenção superou a do primeiro dia com um total de 3.052.633 faltosos, correspondendo a 55,3% dos participantes, enquanto que apenas 2.470.396 inscritos compareceram ao exame, correspondendo a 44,7% dos inscritos.
No primeiro dia do Enem Digital, realizado em 31 de janeiro de 2021, houve um total de 61.410 faltosos, equivalentes a 68% de abstenção, enquanto que 34.590 participantes fizeram a prova, o que equivale a 32% de participação de acordo com os números divulgados pelo INEP. A alta abstenção, segundo o presidente do INEP, Alexandre Lopes, se deve "em função da pandemia".Já o segundo dia teve apenas 26.709 presentes, equivalentes a 28,70% dos inscritos e uma abstenção de 66.730 participantes, equivalentes a 71,3% das inscrições.